# Vincenzo Cannizzaro
Vincenzo Cannizzaro (Reggio Calabria, 1742 – Reggio Calabria, 20 giugno 1768) è stato un pittore italiano.

## Biografia
All'inizio della sua attività ebbe come maestro un artista locale che lo guidò nello studio del disegno fino al 1758, quando si trasferì a Napoli, dove fu discepolo di Francesco De Mura per cinque anni conseguendo ottimi risultati. Nel 1763 passò a Roma dove il 21 novembre 1766 con il dipinto La trasfigurazione di Cristo sul Tabor vinse il premio del concorso indetto dall'Accademia Reale di Belle Arti, consistente in una medaglia d'oro che l'artista, di salute cagionevole, forse per voto offrì alla Madonna della Consolazione di Reggio Calabria, dov'era rientrato per cure e dove lasciò la sua produzione artistica. Morì a Reggio Calabria il 20 giugno 1768, colpito da febbre di tisi a soli ventisei anni.

## Opere
Tra le opere a lui attribuite vanno ricordate:
Il Martirio di San Lorenzo e La Caduta di Simon Mago, custodite presso la pinacoteca civica di Reggio Calabria, realizzate dopo il ritorno nella città natale, dove sono evidenti le reminiscenze e le influenze della cultura figurativa, da Pompeo Batoni a Giaquinto, che il pittore reggino aveva assimilato nel corso del soggiorno romano. Tra le altre opere pittoriche: Fondazione di Santa Chiara, Battaglia di Giosuè a Gabon, entrambe custodite nella pinacoteca della città di Reggio, Il Salvatore concede al dubbioso Tommaso di palpargli le ferite sul costato, Cristo in atto di scacciare i profanatori del Tempio, Il Giudizio di Salomone, Strage di Innocenti.